# Tyronne Ebuehi
Tyronne Ebuehi (16 de dezembro de 1995) é um futebolista nigeriano que joga pelo Empoli.

## Carreira
A 19 de Maio de 2018 assinou por 5 anos pelo clube português, Sport Lisboa e Benfica. "O Benfica é um grande clube, com excelentes condições. É conhecido em todo o mundo. O facto de estar sempre nos grandes palcos foi muito aliciante para mim. Na verdade, foi bem fácil escolher o Benfica", disse o jogador, em declarações à Benfica TV.[carece de fontes?]
Foi convocado para defender a Seleção Nigeriana de Futebol no Campeonato do Mundo de 2018.
A 5 de julho de 2022, assinou pelo Empoli por três épocas.

## Títulos
Benfica
- Liga Portuguesa: 2018–19
- Supertaça Cândido de Oliveira: 2019